# Arnold Libbertz
Johann Arnold Libbertz (* 15. Februar 1882 in Dresden; † 17. November 1960 in Berlin-Zehlendorf) war ein deutscher Bankmanager und Funktionär der Freien Wohlfahrtspflege.

## Leben
Nach dem Abitur am Königlichen Gymnasium in Dresden studierte Arnold Libbertz an den Universitäten Tübingen und Kiel Rechtswissenschaften. 1901 wurde er Mitglied des Corps Suevia Tübingen. 1904 wurde er zum Dr. jur. promoviert und war nach dem Assessorexamen zunächst als Gerichtsassessor beschäftigt. Von 1911 bis 1920 fungierte er als Direktor der Revision Treuhand AG in Berlin. Nach Aufgaben in der Industrie war er als Spezialist für Finanz- und Wirtschaftsberatung und Sanierungen tätig.
Libbertz war Mitglied im Club von Berlin und Automobilclub von Deutschland. Sein ehrenamtliches Engagement galt insbesondere dem Deutschen Roten Kreuz, bei dem er bis 1929 das Amt des stellvertretenden Schatzmeisters innehatte. Er war weiterhin Aufsichtsratsmitglied und Schatzmeister der Hilfskasse gemeinnütziger Wohlfahrtseinrichtungen Deutschlands.

## Auszeichnungen
- Ehrenzeichen des Deutschen Roten Kreuzes

## Schriften
- Gegensatz des Nießbrauchs und der sogenannten irregulären Personalservituten in Beziehung auf Inhalt und Rechtscharakter nach gemeinem Recht und bürgerlichem Gesetzbuche, 1904
- Kriegsnachrichten des Corps "Suevia" zu Tübingen, 1914